# Lliga guineana de futbol
La Lliga guineana de futbol (Guinée Championnat National) és la màxima competició futbolística de Guinea, organitzada per la Fédération Guinéenne de Football. Va ser creada l'any 1965.

## Equips participants
Alguns dels equips participants al campionat són:
- Horoya Athlétique Club, Conakry
- Hafia Football Club, Conakry
- Association Sportive Kaloum Star, Conakry
- Fello Star, Labé
- Satellite Football Club, Conakry
- AS des Forces Armées de Guinée, Conakry

## Historial
Font:
Entre la independència i el 1969, es van formar equips a nivell de districte; només després els equips de districte es van transformar en clubs. El desembre de 1968 Conakry I i Conakry II es van dividir en 4 i 5 equips respectivament. La relació districte club és:
- Conakry I → AS Kaloum Star
  - Conakry 1r arrondissement → Lalaba FC
  - Conakry 2n arrondissement
  - Conakry 3r arrondissement → Olympic FC
  - Conakry 4t arrondissement
- Conakry II → Hafia FC
  - Conakry 5è arrondissement → Lumumba FC
  - Conakry 6è arrondissement
  - Conakry 7è arrondissement
  - Conakry 8è arrondissement
  - Conakry 9è arrondissement

Abans de la independència
- 1937: Jeanne d'Arc Conakry
- 1938: Jeanne d'Arc Conakry
- 1939: Jeanne d'Arc Conakry
- 1940-46: desconegut
- 1947: Racing Club de Conakry
- 1948: Racing Club de Conakry
- 1949: Racing Club de Conakry
- 1950: Société Sportive de Guinée
- 1951: Société Sportive de Guinée
- 1952: Société Sportive de Guinée
- 1953: Racing Club de Conakry
- 1954: desconegut
- 1955: Société Sportive de Guinée
- 1956: Société Sportive de Guinée
- 1957: Société Sportive de Guinée

Després de la independència
- 1965:  Conakry II (1)
- 1966:  Conakry II (2)
- 1967-68:  Conakry II (3)
- 1968-69:  Conakry II (4)
- 1970:  Conakry 2n arr. (1)
- 1971:  Hafia FC (5)
- 1972:  Hafia FC (6)
- 1973:  Hafia FC (7)
- 1974:  Hafia FC (8)
- 1975:  Hafia FC (9)
- 1976:  Hafia FC (10)
- 1977:  Hafia FC (11)
- 1978:  Hafia FC (12)
- 1979:  Hafia FC (13)
- 1980:  AS Kaloum Star (2)
- 1981:  AS Kaloum Star (3)
- 1982:  Hafia FC (14)
- 1983:  Hafia FC (15)
- 1984:  AS Kaloum Star (4)
- 1985:  Hafia FC (16)
- 1986:  Horoya AC (1)
- 1987:  AS Kaloum Star (5)
- 1988:  Horoya AC (2)
- 1989:  Horoya AC (3)
- 1990:  Horoya AC (4)
- 1991:  Horoya AC (5)
- 1992:  Horoya AC (6)
- 1993:  AS Kaloum Star (6)
- 1994:  Horoya AC (7)
- 1995:  AS Kaloum Star (7)
- 1996:  AS Kaloum Star (8)
- 1997: cancel·lada
- 1998:  AS Kaloum Star (9)
- 1999: no es disputà
- 2000:  Horoya AC (8)
- 2001:  Horoya AC (9)
- 2002:  Satellite FC (1)
- 2003:  ASFAG Conakry (1)
- 2004: cancel·lada [a]
- 2005:  Satellite FC (2)
- 2006:  Fello Star (1)
- 2007:  AS Kaloum Star (10)
- 2008:  Fello Star (2)
- 2008-09:  Fello Star (3)
- 2009-10:  Fello Star (4)
- 2010-11:  Horoya AC (10)
- 2011-12:  Horoya AC (11)
- 2012-13:  Horoya AC (12)
- 2013-14:  AS Kaloum Star (11)
- 2014-15:  Horoya AC (13)
- 2015-16:  Horoya AC (14)
- 2016-17:  Horoya AC (15)
- 2017-18:  Horoya AC (16)
- 2018-19:  Horoya AC (17)
- 2019-20:  Horoya AC (18) [b]
- 2020-21:  Horoya AC (19)[3]
- 2021-22:  Horoya AC (20)[4]
- 2022-23:  Hafia FC (17)
- 2023-24:  Milo FC (1)

1. ↑  La lliga fou cancel·lada per problemes financers. Fello Star guanyà la Copa 2004 i guanyà l'accés a la Lliga de Campions de la CAF. Per aquest motiu fou considerat campió per la Federació.
2. ↑  La lliga fou abandonada després d'haver disputat la meitat del campionat. Horoya AC era el líder i es classificà per la Lliga de Campions de la CAF, essent considerat campió per la Federació.